# The Panacea
Mathis Mootz (родился 18 августа 1976) — drum’n’bass диджей и продюсер из Германии. Известен как The Panacea (до 2005 просто Panacea) — его сценический drum'n'bass псевдоним и основной сценический образ. Также известен как m² (произносится как «Squaremeter») — его дарк-эмбиент проект.
Родился 18 августа 1976 года в городе Вецлар в Германии. Обучался классической песне, танцам и пел в юношеском симфоническом оркестре народного танца в Виндсбахе. После обучения в SAE Institute (Институте Аудио Инженерии), Mootz работал с экспериментальным хип-хопом/illbient на лейбле Chrome, являющимся частью Force Inc Music Works. Благодаря направлению нескольких drum'n'bass виниловых пластинок и множеству синглов, а также будучи A&R-менеджером Chrome (позже переименованного в Position Chrome), Panacea стал известен расширением границ drum'n'bass в сторону индастриал и хардкор направлений. На живых выступлениях его DJ сеты сливали все жанры воедино. Благодаря стороннему проекту m², Матис открыл для себя больше минимал стороны электронной музыки. Сейчас Мутз живёт и работает в городке Зоммерхаузен, недалеко от Вюрцбурга.
Диджейские сеты миксует в стилях drum’n’bass и hardcore, и также включает части техно и индастриал. Лейблы, на которых он выпускает свою музыку: Mille Plateaux, Ant-Zen, Hands Productions, Ambush, Ad Noiseam, Kniteforce, Intransigent и Outbreak и другие.

## Дискография

### Как «The Panacea»
- Low Profile Darkness(Chrome, 1997)
- Twisted Designz(Position Chrome, 1998)
- Anti-Funk — Anti-Sozial(1998)
- Hanayo In Panacea(Mille Plateaux, 1998)
- Beware The Future(1999)
- Phoenix Metabolism (Position Chrome, 1999)
- German Engineering(Position Chrome, 2001)
- The Hardest Tour on Planet Earth (Position Chrome, 2001) с Cativo
- Underground Superstardom(Position Chrome, 2002)
- Panacea Shares Needles With Tarmvred (Ad Noiseam, 2002) с Needle Sharing и Tarmvred
- Street Chic — Panacea And Knifehandchop(2004)
- Found A Lover — Wrong Is Right(2004)
- Panacea & Luna C — Winter Mute(2004)
- Total Destruction — Panacea and DJ Scud(2005)
- Panacea — OUT036t(2005)
- Panacea — Carborundum(2006)
- Panacea — Cryptonomicon(Position Chrome, 2007)
- The Panacea — Chiropteran (Position Chrome, 2010)

### Как «m²»
- Sinecore (Mille Plateaux, 2000)
- 14id1610s (Ant-Zen, 2000)
- Mono Brutal (Hands Productions, 2000) как Needle Sharing vs. m²
- Parsec (Hands Productions, 2001)
- Kopyright Liberation (Ant-Zen, 2001)
- This Anxious Space (Hymen Records, 2001) as xhm² (совместно с Xingu Hill)
- The Bitter End (Hands Productions, 2002)
- War Of Sound (Ant-Zen, 2003)
- Aswad (Ant-Zen, 2004)
- The Frozen Spark (Ant-Zen, 2005)
- Nyx (Ant-Zen, 2006)
- Heliogabal (2010)